# Critérium International 2013
Critérium International 2013 var den 82. udgaver. Det blev kørt på Korsika og blev vundet af Chris Froome fra Team Sky.

## Schedule
| Etape | Dato     | Start/Mål                         | Distance | Type | Type                  | Vinder             |
| ----- | -------- | --------------------------------- | -------- | ---- | --------------------- | ------------------ |
| 1     | 23 March | Porto-Vecchio – Porto-Vecchio     | 89 km    |      | Medium-mountain stage | Theo Bos (NED)     |
| 2     | 23 March | Porto-Vecchio – Porto-Vecchio     | 7 km     |      | Individual time trial | Richie Porte (AUS) |
| 3     | 24 March | Porto-Vecchio – Col de l’Ospedale | 176 km   |      | Mountain stage        | Chris Froome (GBR) |

## Etaperne

### 1. Etape
23. Marts 2012 – Porto-Vecchio til Porto-Vecchio, 89.5 km
|    | Rytter                  | Hold                       | Tid        |
| -- | ----------------------- | -------------------------- | ---------- |
| 1  | Theo Bos (NED)          | Belkin Pro Cycling         | 2h 02' 43" |
| 2  | Nacer Bouhanni (FRA)    | FDJ                        | s.t.       |
| 3  | Jonathan Cantwell (AUS) | Team Saxo-Tinkoff          | s.t.       |
| 4  | Clément Koretzky (FRA)  | Skabelon:Cykelholddata BSC | s.t.       |
| 5  | Simon Geschke (GER)     | Argos-Shimano              | s.t.       |
| 6  | Jonathan Hivert (FRA)   | Sojasun                    | s.t.       |
| 7  | Kévin Reza (FRA)        | Europcar                   | s.t.       |
| 8  | Yannick Martinez (FRA)  | Skabelon:Cykelholddata LPM | s.t.       |
| 9  | Fabian Schmidt (FRA)    | Sojasun                    | s.t.       |
| 10 | Justin Jules (FRA)      | Skabelon:Cykelholddata LPM | s.t.       |

|    | Rytter                  | Hold                       | Tid        |
| -- | ----------------------- | -------------------------- | ---------- |
| 1  | Theo Bos (NED)          | Belkin Pro Cycling         | 2h 02' 37" |
| 2  | Nacer Bouhanni (FRA)    | FDJ                        | + 2"       |
| 3  | Yukiya Arashiro (JPN)   | Europcar                   | + 3"       |
| 4  | Jonathan Cantwell (AUS) | Team Saxo-Tinkoff          | + 4"       |
| 5  | Romain Hardy (FRA)      | Cofidis                    | + 4"       |
| 6  | Jérémy Roy (FRA)        | FDJ                        | + 5"       |
| 7  | Clément Koretzky (FRA)  | Skabelon:Cykelholddata BSC | + 6"       |
| 8  | Simon Geschke (GER)     | Argos-Shimano              | + 6"       |
| 9  | Jonathan Hivert (FRA)   | Sojasun                    | + 6"       |
| 10 | Kévin Reza (FRA)        | Europcar                   | + 6"       |

### 2. Etape
23. Marts 2012 – Porto-Vecchio til Porto-Vecchio, 7 km
|    | Rytter                       | Hold               | Tid    |
| -- | ---------------------------- | ------------------ | ------ |
| 1  | Richie Porte (AUS)           | Team Sky           | 9' 10" |
| 2  | Manuele Boaro (ITA)          | Team Saxo-Tinkoff  | + 1"   |
| 3  | Tejay van Garderen (USA)     | BMC Racing Team    | + 1"   |
| 4  | Chris Froome (GBR)           | Team Sky           | + 2"   |
| 5  | Andrew Talansky (USA)        | Garmin-Sharp       | + 7"   |
| 6  | Jean-Christophe Peraud (FRA) | Ag2r-La Mondiale   | + 7"   |
| 7  | Bob Jungels (LUX)            | RadioShack-Leopard | + 7"   |
| 8  | Andreas Klöden (GER)         | RadioShack-Leopard | + 9"   |
| 9  | Jérôme Coppel (FRA)          | Cofidis            | + 11"  |
| 10 | Bauke Mollema (NED)          | Belkin Pro Cycling | + 11"  |

|    | Rytter                       | Hold               | Tid        |
| -- | ---------------------------- | ------------------ | ---------- |
| 1  | Richie Porte (AUS)           | Team Sky           | 2h 11' 53" |
| 2  | Manuele Boaro (ITA)          | Team Saxo-Tinkoff  | + 1"       |
| 3  | Tejay van Garderen (USA)     | BMC Racing Team    | + 1"       |
| 4  | Chris Froome (GBR)           | Team Sky           | + 2"       |
| 5  | Andrew Talansky (USA)        | Garmin-Sharp       | + 7"       |
| 6  | Jean-Christophe Peraud (FRA) | Ag2r-La Mondiale   | + 7"       |
| 7  | Bob Jungels (LUX)            | RadioShack-Leopard | + 7"       |
| 8  | Andreas Klöden (GER)         | RadioShack-Leopard | + 9"       |
| 9  | Jérôme Coppel (FRA)          | Cofidis            | + 11"      |
| 10 | Bauke Mollema (NED)          | Belkin Pro Cycling | + 11"      |

### 3. etape
24. marts 2013 – Porto-Vecchio til Col de l’Ospedale, 176 km
|    | Rytter                       | Hold               | Tid        |
| -- | ---------------------------- | ------------------ | ---------- |
| 1  | Chris Froome (GBR)           | Team Sky           | 4h 43' 38" |
| 2  | Richie Porte (AUS)           | Team Sky           | + 30"      |
| 3  | Bauke Mollema (NED)          | Belkin Pro Cycling | + 45"      |
| 4  | Jean-Christophe Peraud (FRA) | Ag2r-La Mondiale   | + 45"      |
| 5  | Tejay van Garderen (USA)     | BMC Racing Team    | + 45"      |
| 6  | Andrew Talansky (USA)        | Garmin-Sharp       | + 53"      |
| 7  | Johann Tschopp (SUI)         | IAM Cycling        | + 57"      |
| 8  | John Gadret (FRA)            | Ag2r-La Mondiale   | + 1' 07"   |
| 9  | Pierrick Fedrigo (FRA)       | FDJ                | + 1' 08"   |
| 10 | Maxime Bouet (FRA)           | Ag2r-La Mondiale   | + 1' 08"   |

|    | Rider                        | Team               | Time       |
| -- | ---------------------------- | ------------------ | ---------- |
| 1  | Chris Froome (GBR)           | Team Sky           | 6h 55' 23" |
| 2  | Richie Porte (AUS)           | Team Sky           | + 32"      |
| 3  | Tejay van Garderen (USA)     | BMC Racing Team    | + 54"      |
| 4  | Bauke Mollema (NED)          | Belkin Pro Cycling | + 1' 00"   |
| 5  | Jean-Christophe Peraud (FRA) | Ag2r-La Mondiale   | + 1' 00"   |
| 6  | Andrew Talansky (USA)        | Garmin-Sharp       | + 1' 06"   |
| 7  | Maxime Bouet (FRA)           | Ag2r-La Mondiale   | + 1' 33"   |
| 8  | Pierrick Fedrigo (FRA)       | FDJ                | + 1' 37"   |
| 9  | Johann Tschopp (SUI)         | IAM Cycling        | + 1' 43"   |
| 10 | John Gadret (FRA)            | Ag2r-La Mondiale   | + 2' 05"   |

## Klasement
| Stage | Winner       | General klassement | Point klassement | Bjerg klassement | Unge klassement    | Hold klassement  |
| ----- | ------------ | ------------------ | ---------------- | ---------------- | ------------------ | ---------------- |
| 1     | Theo Bos     | Theo Bos           | Theo Bos         | Arnaud Gerard    | Nacer Bouhanni     | Sojasun          |
| 2     | Richie Porte | Richie Porte       | Richie Porte     | Arnaud Gerard    | Tejay van Garderen | Team Sky         |
| 3     | Chris Froome | Chris Froome       | Richie Porte     | Jérémy Roy       | Tejay van Garderen | Ag2r-La Mondiale |
| Final | Final        | Chris Froome       | Richie Porte     | Jérémy Roy       | Tejay van Garderen | Ag2r-La Mondiale |